# 게거머리
게거머리(일본어: 蟹蛭 카니비루[*])는 바다에 사는 거머리의 일종이다. 체장 약 10 센티미터. 어류의 체액을 빨아먹는 것으로 보이나 생태는 아직 불분명한 것이 많다.
게거머리 성체는 다른 거머리처럼 길고 가는 형태를 가지고 있으며, 거머리류에 공통되는 빨판모양 입으로 들러붙어 체액을 흡입하여 생활한다. 일반적으로 성체를 볼 수 있는 기회는 적다. 이름은 게거머리지만 어획된 게에게 성체가 붙은 경우는 드물다.
대게 등딱지에 검은 알갱이처럼 들러붙은 알을 보게 되는 것이 게거머리를 가장 흔하게 보게 되는 경우다. 게거머리는 게딱지를 산란 장소로 사용할 뿐, 게에게 기생하거나 게의 체액을 빨지는 않는다. 게딱지에 산란하는 이유는 게거머리가 서식하는 해저가 부드러운 뻘흙으로 덮여 있어서 달리 산란하기에 적합한 단단한 곳이 없기 때문으로 추측된다. 또한 게와 함께 이동할 수 있는 장점도 있을 것으로 생각된다.
바위가 많은 해역에서 게거머리는 바위에 산란하는 경향이 있으며, 그런 해역에서 어획된 게는 게거머리 알 부착이 적다. 즉 게딱지에 산란하는 것은 바위를 찾을 수 없어서 대신 단단한 게딱지에 산란하는 것이다. 게거머리는 게딱지 외에도 갑각류나 조개류 등 단단한 곳이라면 어디든지 산란한다.
게딱지에 붙은 거머리 알이 많으면 탈피하고 시간이 오래 지났을 가능성이 높기 때문에, 거머리 알이 많을수록 게의 살이 꽉 차서 수율이 높다고 판단하는 속설이 있다. 하지만 게의 탈피 시기와 어업 해금기간 사이에 수 개월 시간이 있는 경우가 많고, 생애주기가 짧은 게거머리는 그 사이에 금방 산란해 버릴 수 있기 때문에 반드시 정확하다고 말할 수는 없다.
게거머리에 관해서는 그다지 연구가 진행된 것이 없어서, 이런 속설의 진위를 검증하기 위한 생태도 알려진 것이 없다.